# Гурский, Андрей Петрович
Андре́й Петро́вич Гу́рский (укр. Андрій Петрович Гурський; 30 августа 1988, Львов, Украинская ССР, СССР) — украинский футболист, защитник. Выступал за молодёжную сборную Украины до 21 года.

## Биография

### Клубная карьера

#### «Карпаты» (Львов)

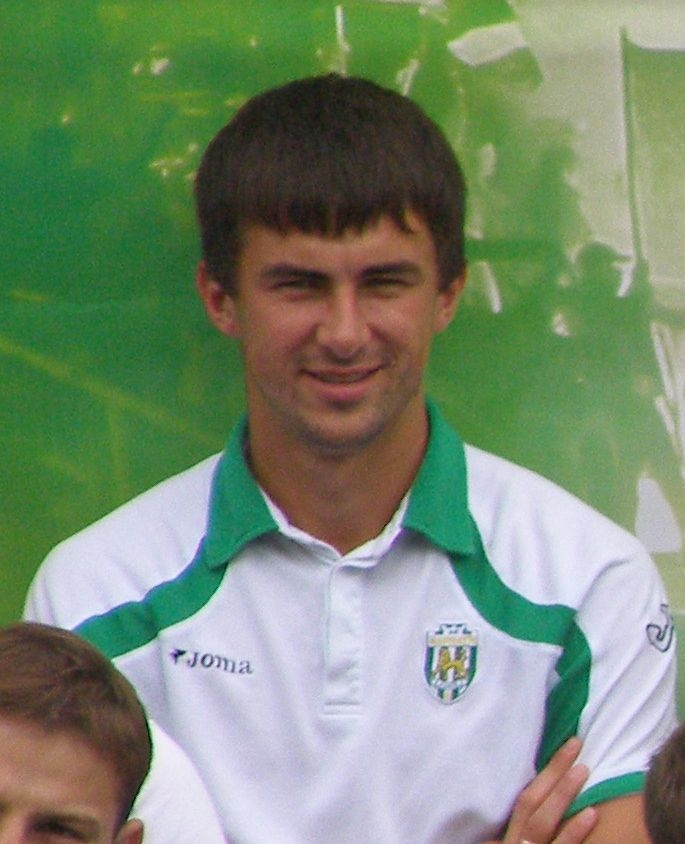
В составе «Карпат»

Воспитанник школы львовских «Карпат». Одним из его детских тренеров был Василий Иванович Леськив. В детско-юношеской футбольной лиге Украины выступал за «Карпаты» с 2001 года по 2004 год.
В начале сезона 2005/06 попал в «Карпаты-2», которые выступали во Второй лиге Украины. 9 сентября 2005 года дебютировал во Второй лиге Украины в домашнем матче против иванофранковской «Черногоры» (3:0), Гурский вышел на 85 минуте вместо Олега Голодюка. Всего за «Карпаты-2» провёл 28 матчей из забил 1 гол (в ворота «Динамо-3»).
В сезоне 2006/07 начал выступать за дубль «Карпат» в молодёжном первенстве Украины, со временем став капитаном и лидером команды. Зимой 2007 года участвовал в мемориале Эрнеста Юста. Зимой 2008 года мог поехать на сборы основной команды «Карпат» в Испании, но из-за проблем с визой тренировался с дублем. Летом 2008 года вместе с основой «Карпат» поехал на учебно-тренировочные сборы в Венгрию.
После того, как Андрея взяли на тренировки вместе с основным составом он на некоторое время потерял игровую практику, не играя за дубль или основу. Уступал место в основе Тарасу Петривскому и Ивану Милошевичу. Также в этом время он подписал с клубом новый контракт.
19 октября 2008 года дебютировал в чемпионате Украины выездном матче против симферопольской «Таврии» (1:4), Гурский вышел в стартовом составе и отыграл всю игру, также по ходу встречи получил жёлтую карточку. В итоге в сезоне 2008/09 Гурский не смог закрепиться в основе, продолжая играть за дубль. 2 августа 2009 года во второй и последний раз сыграл за «Карпаты» в чемпионате Украины в выездном матче против харьковского «Металлиста» (1:0), Гурский вышел в конце игры вместо Евгения Тарасенко.
В сезоне 2009/10 дубль «Карпат» стал победителем молодёжного чемпионата, под руководством Романа Толочко, Гурский в этом сезоне сыграл 22 матча и забил 1 гол. Зимой 2010 года на сборах в Турции получил травму ахилла в одном из товарищеских матчей из-за чего пропустил последующие сборы. Гурский попадал в заявку «Карпат» на матчи Лиги Европы сезона 2010/11.
Всего за дубль «Карпат» с 2006 года по 2010 года провёл 108 матчей и забил 6 мячей. Зимой 2011 года получил статус свободного агента и покинул расположение клуба.

#### «Прикарпатье» (Ивано-Франковск)
В январе 2011 года поехал на сборы в Турции вместе с луганской «Зарей», но в итоге контракт не подписал. В июне 2011 года предположительно находился на просмотре с «Севастополе».
Летом 2011 года перешёл в иванофранковское «Прикарпатье», которое выступало во Второй лиге Украины. Команда собиралась по ходу сезона и не проходила предсезонные сборы. Также в «Прикарпатье» выступали бывшие воспитанники и игроки, а также арендованные игроки «Карпат», такие как: Андрей Сагайдак, Ярослав Куцяба, Алексей Омельченко, Александр Яремчук, Игорь Ильчишин и Олег Веприк.
30 июля 2011 года дебютировал в составе команды во Второй лиге в домашнем матче против клуба «Реал Фарм» (0:0), Гурский отыграл все 90 минут. 8 октября 2011 года в матче против хмельницкого «Динамо» (6:2), Гурский забил 2 гола на 10 и 90 минуте в ворота Андрея Рябова и Андрея Радченко. Свою последнюю игру в составе команды провёл 5 ноября 2011 года против «УкрАгроКом» (3:0), в этом матче Гурский отличился забитым голом на 38 минуте в ворота Ярослава Швеця. Всего за «Прикарпатье» во Второй лиге провёл 13 матчей, в которых забил 3 мяча и получил 6 жёлтых карточки. В Кубке Украины провёл 1 матч (против «Полтавы»). Проведя полгода в составе клуба стал одним из лидеров коллектива.

#### «Оболонь»

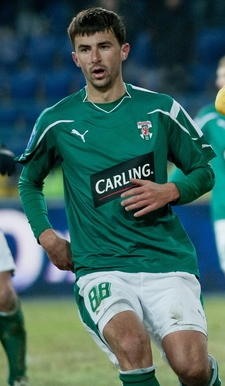
В составе «Оболони»

В конце января 2012 года поехал на сборы в Турцию вместе с киевской «Оболонью», тренером которой был Сергей Конюшенко. В итоге с командой подписал контракт, взял 88 номер. В составе «Оболони» в Премьер-лиге Украины дебютировал 3 марта 2012 года в выездном матче против харьковского «Металлиста» (1:0), Гурский отыграл всю игру. Гурский сразу стал основным игроком «Оболони». 31 марта 2012 года в матче против своего бывшего клуба, львовских «Карпат» (2:0), Андрей на 6 минуте открыл счёт в игре, забив гол в ворота Андрея Тлумака. Гурский также попал в символическую сборную 25 тура по версии Football.ua. После этой игры «Оболонь» покинула зону вылета, а «Карпаты» заняли предпоследнее 15 место.

#### «Гомель»
19 июля 2013 года подписал контракт с белорусским «Гомелем» до конца сезона. Вероятно, Гурский призван заменить в составе гомельчан центрального защитника Сергея Концевого, недавно проданного в минское «Динамо». В «Гомеле» Андрей выступал под 88-м номером.

### Карьера в сборной
В мае 2008 года Владимир Мунтян, исполняющий обязанности главного тренера пригласил Гурского в состав молодёжной сборной Украины до 21 года. В сборной дебютировал 23 мая 2008 года в проигранном матче против Германии (4:0). Последний матч в составе молодёжки провёл 27 мая 2008 года против Беларуси (0:0). В обоих матчах Гурский отыграл по 90 минут.
В августе 2008 года был вызван в молодёжную сборную Украины Павлом Яковенко в составе списка «Б». Позже он был заявлен для участие на турнир памяти Валерия Лобановского, однако ни одного матча на турнире он не сыграл. 19 августа 2008 года сыграл в товарищеском матче против киевского «Арсенала» (2:2).

## Достижения
- Победитель Первой лиги Украины (1): 2012/13
- Победитель молодёжного чемпионата Украины (1): 2009/2010

## Личная жизнь
В детстве жил без отца. Женат, супругу зовут Наталья. Вместе воспитывают сына Максима. Учился в аграрном университете.